# Kartamulia
Kartamulia is een bestuurslaag in het regentschap Muara Enim van de provincie Zuid-Sumatra, Indonesië. Kartamulia telt 1612 inwoners (volkstelling 2010).